# Waving
Waving ist ein Tanzstil, bei dem die Illusion einer Welle erzeugt wird, die sich durch den Körper ausbreitet. Sie kann vertikal oder horizontal verlaufen und ihre Richtung verändern. Der Effekt wird durch die Isolation einzelner Körperteile erzeugt. Waving ist Teil der Hip-Hop- und Funkkultur und Funk-Stilen des Streetdances gezählt und oft mit Popping, Strobing, Ticking oder Electric Boogaloo kombiniert.

## Armwave
Die Armwelle beginnt in den Fingerknöcheln, streckt sich auf das Handgelenk aus, erreicht danach den Ellenbogen und endet bei der Schulter. Anschließend kann sie mit dem zweiten Arm in entgegengesetzter Richtung zu Ende geführt werden. Die Nutzung des Oberkörpers verstärkt den Effekt.

## Bodywave
Die Körperwelle beginnt mit dem Zurücknehmen der Schultern, gefolgt vom Oberkörper, dem Bauch, dem Becken und endet in einer hockenden Position. Anschließend kann sie zurück in Richtung Kopf verlaufen.

## Kombinationen und Richtungsänderungen
Arm- und Körperwellen können miteinander kombiniert werden und ihre Richtung verändern. Waving kann mit den Stilen Popping, Ticking und Strobing kombiniert werden, um unterschiedliche Effekte zu erzielen.